# Kapucínská hrobka (Brno)
Kapucínská hrobka se nachází v suterénu kapucínského kostela Nalezení svatého Kříže, který stojí na Kapucínském náměstí v Brně. V letech 1656–1784 sloužila k pohřbívání bratří a dobrodinců řádu. Díky důmyslnému systému ventilačních otvorů docházelo k přirozené mumifikaci některých zde pohřbených těl. Zachovala se také řada původních barokních malovaných rakví. Celkem zde bylo pohřbeno kolem dvou stovek lidí, z toho asi sto padesáti bratří kapucínů. Kapucínská hrobka je celoročně přístupná veřejnosti.

## Dějiny hrobky

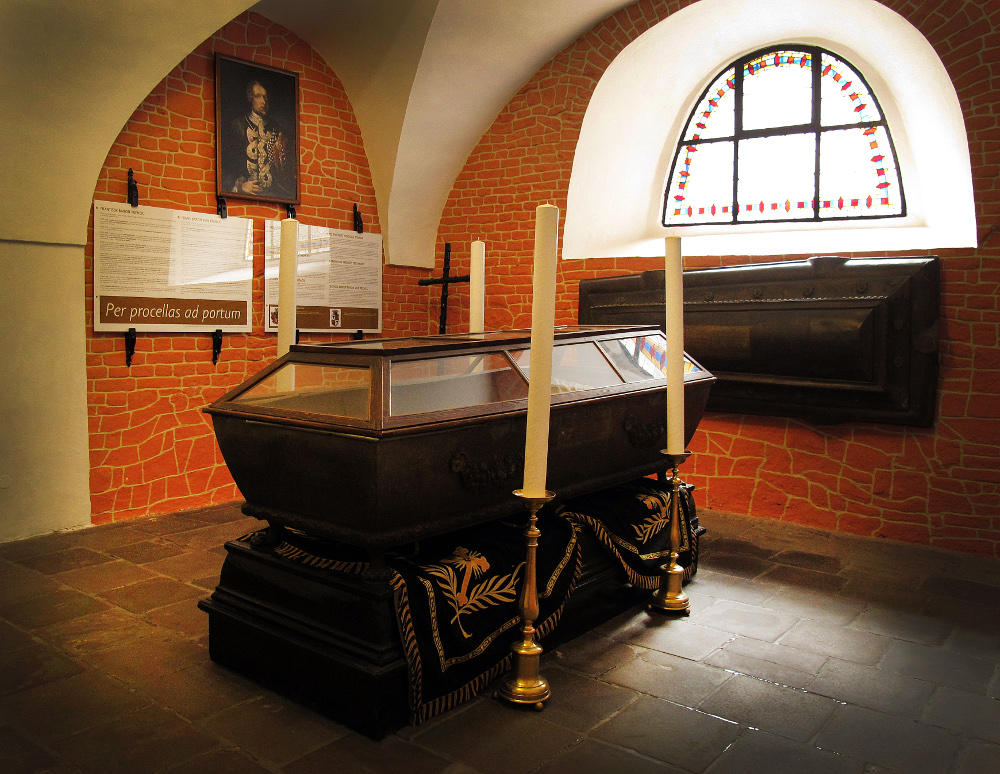
Kaple hrobky s rakví Františka barona Trencka

Nejstarší zmínku o hrobce nalezneme v kronice brněnského kapucínského kláštera. Po jeho dostavbě v roce 1656 přenesli kapucíni ostatky svých bratří, kteří byli původně pohřbeni v kryptě prvního kláštera za hradbami, do hrobky pod novým kostelem. V roce 1726 byla krypta rozšířena, práce vedl brněnský stavitel Mořic Grimm. Pro prostory hrobky byly pravděpodobně rovněž využity sklepní místnosti domů, které stávaly na tomto místě, než byly vykoupeny a zbořeny kvůli stavbě kapucínského areálu. Odpovídá tomu nestejná výška podlah i typů kleneb v jednotlivých částech krypty. Hrobka sloužila svému účelu až do roku 1784, kdy císař Josef II. kvůli nebezpečí šíření epidemií zakázal pohřbívání ve městech.

### Otevření veřejnosti
V roce 1872 byla do kaple pod kostelem postavena monumentální cínová rakev, do které byly nově uloženy ostatky Františka barona Trencka. Pro svého prastrýce ji nechal zhotovit poslední rakouský potomek rodu, Jindřich von Trenck, c. k. major ve výslužbě. Na tuto událost pak navázala výstava rodinných předmětů, jež Jindřich shromáždil po svém předkovi. Během dvou dnů ji zhlédlo téměř tři tisíce návštěvníků. František Trenck se totiž v Brně těšil velké popularitě.
V roce 1882 vyšla v časopise Ruch reportáž, která dokazuje, že v té době byla hrobka už běžně přístupná veřejnosti: „Sestoupíme nejprve po uzounkých, točitých schodech do místnosti, podobné kapli… Kapucínek rozsvítí voskovou pochodeň, při jejímž rudém svitu můžeme lépe kolem se rozhlédnouti.“
V roce 1889 hrobku navštívil arcivévoda František Ferdinand d'Este i se svým mladším bratrem arcivévodou Ottem.

### Éra Zena Diviše

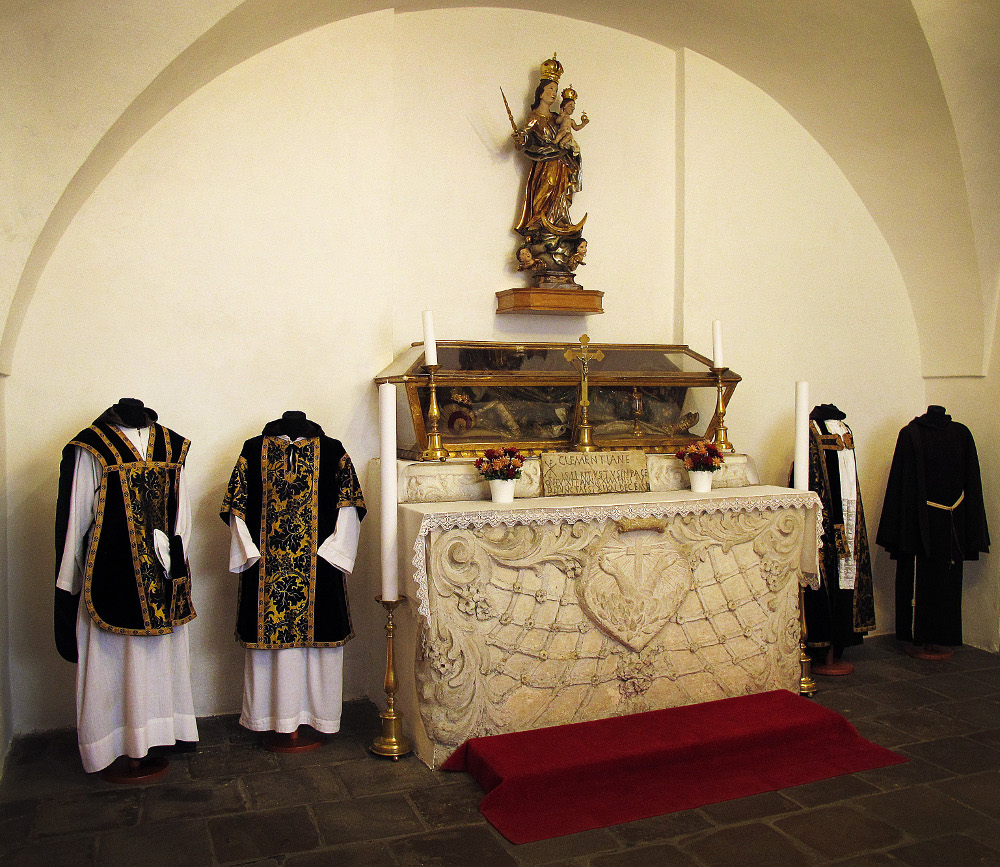
Kaple hrobky s relikviářem sv. Klemenciány

Během první světové války přichází do brněnské kapucínské komunity bratr Zeno Diviš (1887–1976), jenž dění kolem hrobky výrazně ovlivní, sám se stane jejím kustodem i autorem historicky prvního tištěného průvodce. A byl to zřejmě právě on, kdo ozdobil stěny kaple lebkami a kostmi. Pomíjivost však pohltila i tuto dekoraci. Definitivně vzala za své v roce 1996 v brněnském krematoriu. Popel je uložen v jedné z uzavřených rakví.
Během éry Zena Diviše jsou také opraveny a využity dvě místnosti mezi kaplí a samotnou hrobkou; dříve se touto „temnou chodbou“ pouze procházelo. Rakve dostávají skleněné kryty i podložení.

### Bez kapucínů
Po vyhnání bratří a zabrání kláštera komunisty připadla starost o kostel i hrobku Mons. Karlu Černému (1879–1963), kterého v roce 1961 v roli duchovního správce vystřídal jiný diecézní kněz, Mons. Ludvík Horký (1913–2008). Turistický ruch zůstal tímto zásahem prakticky nedotčen.

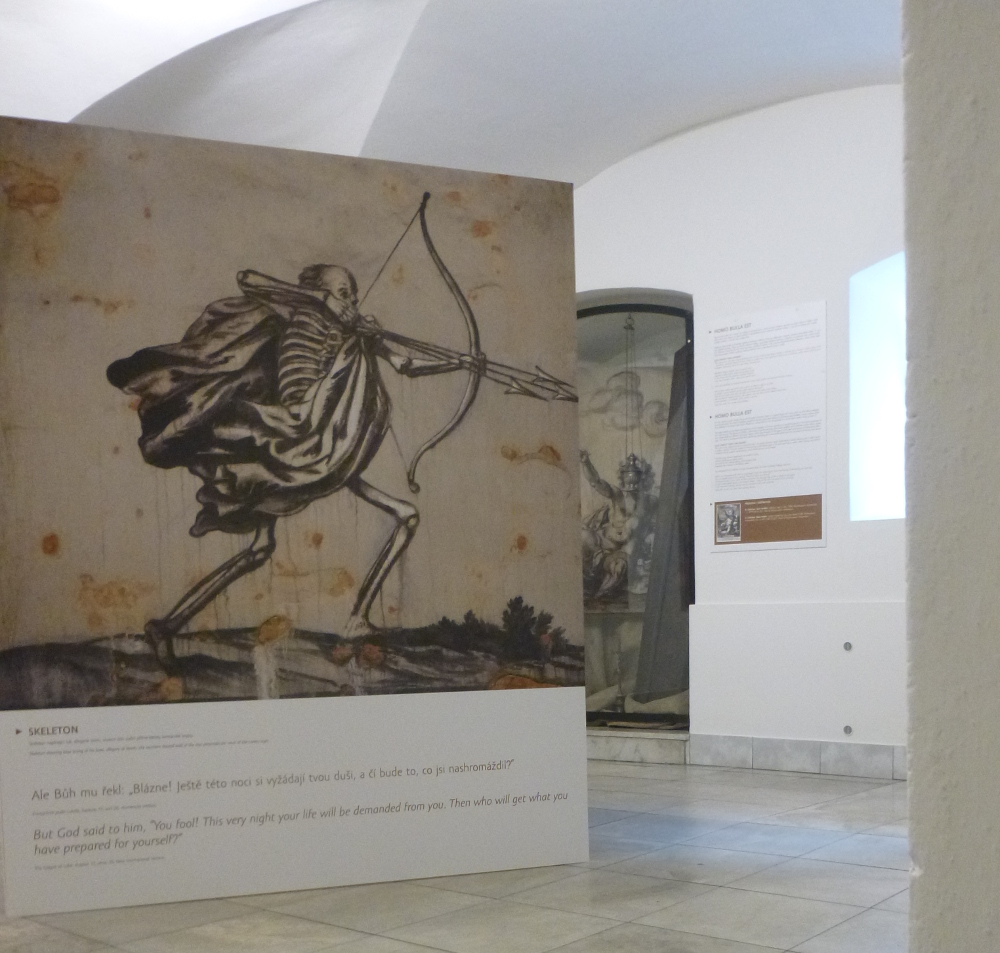
Výstava barokních fresek Ars Moriendi

S Ludvíkem Horkým přichází na scénu i brněnský akademický sochař a restaurátor Jaroslav Vaněk (1914–1991). Pro hrobku vytváří řadu plastik, nicméně jeho rukopis bychom našli i v kostele. Vedle dřevěného vyřezávaného betlému je to také oltář a socha apoštola Judy Tadeáše.
Mistr Vaněk rovněž navrhl barokizující štukový reliéf s kapucínským znakem, který zdobí zděnou menzu v kapli hrobky. Menza přiléhá k původnímu baroknímu oltáři, na nějž byl kolem roku 1970 umístěn rakvový relikviář křesťanky Klemenciány.

### Obnova po roce 1990
Po roce 1990 se kapucíni pustili do rozsáhlé a časově náročné rekonstrukce celého areálu. Změn doznala i samotná hrobka. Návštěvníky k ní nově přivádí úzká ulička vedle kostela, která končí na malém dvorku zdobeném kašnou od významného akademického sochaře Otmara Olivy. Zemřelí kapucíni jsou od živých příchozích symbolicky odděleni prosklenou stěnou. Ostatky těl, která se během staletí rozpadla, jsou nově umístěny do zděné tumby. A celou hrobkou se vinou znovuobjevené příběhy těch, kteří zde spočinuli.
Nejvíce pozornosti si vysloužil František baron Trenck. V roce 1986 bylo jeho tělo podrobeno antropologické expertíze, kterou provedl RNDr. Tomáš Dacík. O dvanáct let později zkoumal tým odborníků pod vedením přednosty Ústavu soudního lékařství v Brně, profesora Miroslava Hirta, Trenckovu DNA. V roce 2017 se na mumii velitele pandurů pro změnu upřela pozornost týmu docentky Petry Urbanové z Ústavu antropologie Přírodovědecké fakulty Masarykovy univerzity. Jedním z výstupů tohoto rozsáhlého projektu, na kterém se podílí několik institucí, bude i 3D podoba tohoto legendárního vojáka.
| Rok  | Počet návštěvníků |
| ---- | ----------------- |
| 2015 | 27 867            |
| 2016 | 27 906            |
| 2017 | 27 822            |

## Kapucínské pohřbívání

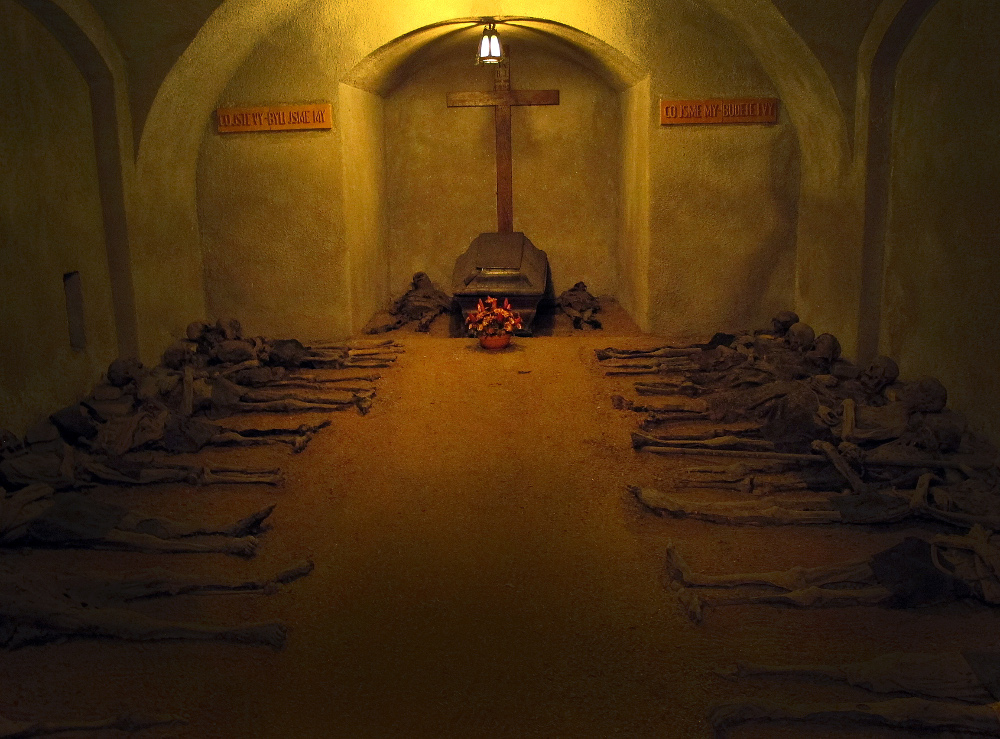
Pohřebiště bratří kapucínů

Kapucíni měli velmi prostý způsob pohřbívání, který odrážel jejich základní charisma: chudobu. Zemřelého bratra, oděného do řeholního roucha, uložili do dubové rakve s výsuvným dnem a po obřadech v kostele ho snesli do hrobky. Zde ho položili na holou zem, pouze s kameny či cihlami pod hlavou. Mrtvý v rukou držel miniaturní vydání Řehole svatého Františka a jeho Závěť. Tyto spisy byly základní výbavou každého kapucína.
Bratři byli pohřbíváni bez náhrobků a všichni stejně. Jen ti, kteří v řádu prožili více než 50 let, se po smrti dočkali drobné výsady: byli pohřbeni s jednoduchým dřevěným křížem. Kapucíni si nicméně dodnes velmi pečlivě vedou knihu svých mrtvých (tzv. nekrologium) a každé poledne se modlí za bratry, jejichž úmrtí na ten den připadá. Zemřelí jsou tak stále přítomni v modlitbách svých živých spolubratrů, stále vytvářejí jedno společenství.
Stejně jako všichni křesťané i bratři kapucíni vnímají smrt pouze jako bránu, jíž procházejí k Bohu. Svatý František z Assisi dokonce smrt nazýval „svou sestrou“.

## Pohřbívání dobrodinců

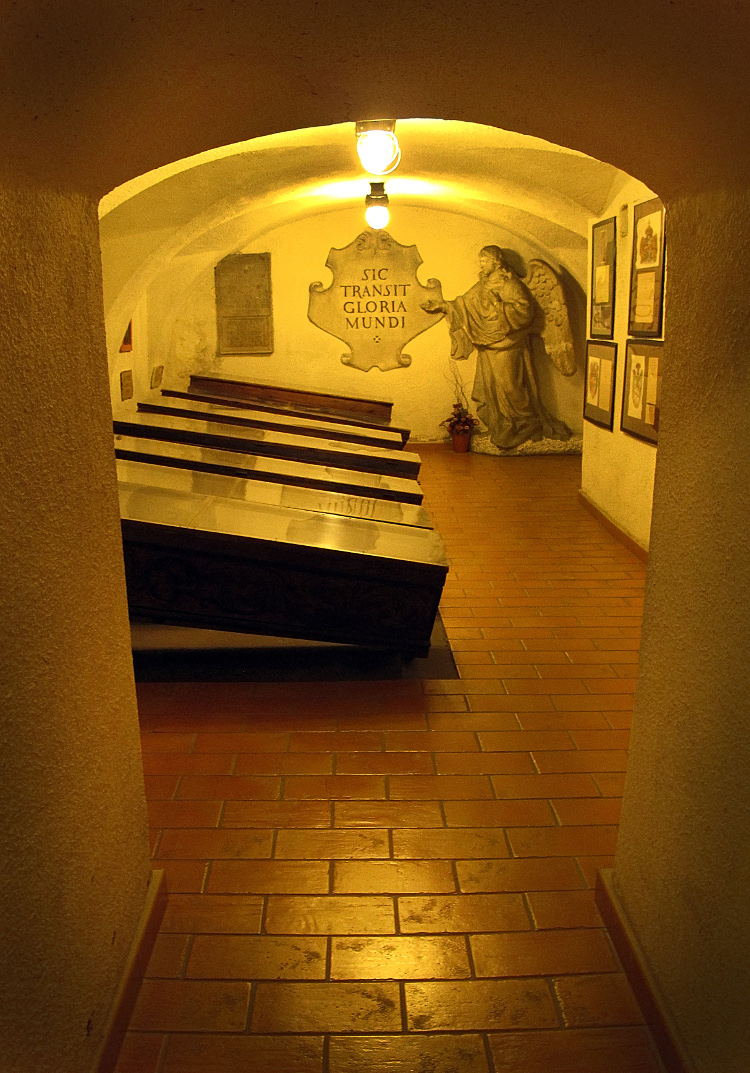
Hrobka dobrodinců řádu z řad šlechty

Řada z těch, kteří se s kapucíny přátelili a nejrůznějšími způsoby jim pomáhali, si přála s bratry zůstat i po smrti. Na rozdíl od řeholníků ale spočinuli v dubových nebo borových rakvích. Na těchto truhlách můžeme dodnes obdivovat původní barokní olejomalby. Nejčastějším motivem vík je ukřižovaný Ježíš Kristus jako vyjádření naděje na zmrtvýchvstání. Spodní části rakví většinou zdobí rostlinné ornamenty nebo třeba lebky se zkříženými kostmi.
Rakve nesou ještě jeden důležitý prvek: kovový identifikační štítek s latinským textem. Díky tomu dnes s jistotou víme, kdo je ve které rakvi pohřben. Pojďme si jeden z nich volně přeložit: „Roku 1784 dne 14. ledna o půl šesté hodině odpolední zbožně v Pánu skonal vznešený a slavný pan František Antonín Grimm ve věku 74 let. Ať mu dá Bůh odpočinutí věčné. Amen.“
V hrobce byli pohřbeni například tito lidé:
- Josef Kryštof Scharrer z Friesenegu († 1667)
- Alžběta Eleonora Scharrerová z Friesenegu († 1684)
- Jan Křtitel a Anna Marie Ernovi († 1698, † 1716)
- Mořic a Voršila Grimmovi († 1757, † 1746)
- František Antonín a Marie Anna Josefa Grimmovi († 1784, † 1757)
- Jiří Barnabáš a Viktorie Orelli († 1757, † 1769)
- Jan Weikard Michael Václav hrabě ze Sinzendorfu († 1715)
- Isabella Magdalena hraběnka ze Sinzendorfu († 1719)
- Prosper Antonín Josef Quido hrabě ze Sinzendorfu († 1756)
- Marie Alžběta hraběnka z Waldorfu, ovdovělá z Berchtoldu, rozená ze Sinzendorfu († 1758)
- Jakub Maxmilián Svoboda († 1736)
- Marie Barbora Lenhartová, ovdovělá Svobodová († 1746)
- Václav Michael Josef hrabě z Vrbna a Bruntálu (1709–1755)
- Marie Eleonora hraběnka Kotulínská, ovdovělá z Vrbna a Bruntálu († 1761)
- Jakub Kuneš z Rosenthalu († 1658)
- František Antonín Cattani z Cattani († 1688)
- Jan Vilém hrabě ze Zinzendorfu a Pottendorfu († 1695)
- Leopold Antonín hrabě Sak z Bohuňovic († 1725)
- Michael Heřman Josef z Althannu (1671-1736)
- Josef Kašpar Günther ze Sternegu († 1743)
- Tomáš Xaverius Laštovka († 1747)
- František baron Trenck († 1749)
- František Filip baron Philibert († 1753)
- Kateřina Zarerová († 1761)
- Jan Pilát (P. Metoděj) († 1777)